# Centre commandant Millé
Le centre Marine de Houilles "commandant Millé", est une base de la Marine nationale, située sur les communes de Carrières-sur-Seine et d'Houilles, dans les Yvelines.

## Localisation et étendue
La base est située principalement sur le territoire de la commune de Carrières-sur-Seine, mais son entrée se situe à Houilles. Elle occupe une surface de 35 hectares.

## Histoire

### Seconde Guerre mondiale
La vocation militaire du site commence à partir de 1939, quand le Ministère de l'Air prend possession de ce site comportant de nombreuses carrières utilisées alors comme champignonnières pour en faire une usine de moteurs d'avions Hispano-Suiza. Dès 1940, la Kriegsmarine réquisitionne le site pour y produire les torpilles prévues pour la flotte des U-Boote de l'Atlantique. Le travail est effectué 24 heures sur 24 par trois mille ouvriers français surveillés par huit cents à mille soldats allemands ; la fabrique s'étend au maximum sur une surface de 175 224 mètres carrés. Du 16 juillet 1942 au 25 février 1943, le site est sous le commandement du contre-amiral Clamor von Trotha ; le contre-amiral Werner Lindenau prend sa suite du 26 février 1943 au 14 juillet de la même année ; enfin c'est le capitaine de vaisseau Erich Heymann, du 15 juillet 1943 au 25 août 1944, qui commande le site. La Résistance parvient à infiltrer l'usine pour des activités de sabotage,.
Une partie importante de ces torpilles est stockée sur place ainsi que dans le tunnel de Saint-Cloud. Un grand nombre d'explosifs fabriqués là sont réquisitionnés en août 1944 afin de miner les ponts et les principaux monuments de Paris, aménagements qui ne seront pas suivis d'effets à la suite du revirement de Dietrich von Choltitz.

### Après la guerre
La Marine nationale prend possession du site dès 1944, malgré les destructions opérées par les Allemands lors de leur départ le 25 août. L'arsenal est porté progressivement à 220 000 mètres carrés et sert de stockage pour les constructions navales, les travaux maritimes, le service technique des transmissions et le commissariat de la marine. À partir de 1960, la vocation du site change et la base prend le nom de centre de commande stratégique de la Marine, la base abritant alors (durant quarante ans, jusqu'en 2000) le commandement de la Force océanique stratégique, aujourd'hui implanté à Brest,.
En 2008, le commandant de la base est Patrick Chevalier,. Avant 2015, c'est Jean-Patrick Thiollet ; à partir du 10 septembre 2015, le relais est pris par Hervé Milléquant.